# Тригони, Михаил Николаевич
Михаил Николаевич Тригони (октябрь 1850, Севастополь Крым Российская империя — 5 июля 1917 года, Балаклава Крым Российская республика) — русский революционер, народник, член Исполнительного комитета «Народная воля», юрист, этнограф.

## Биография
Родился в состоятельной дворянской семье, сын грека по происхождению, участника Отечественной войны 1812 года, генерал-майора Николая Ивановича Тригони (16.10.1796—29.03.1860) и дочери адмирала Российского флота М. Н. Станюковича Ольги Михайловны Станюкович (1826—1902).
Учился в Симферопольской гимназии, но из-за конфликта с преподавателем, был вынужден перейти в Керченскую мужскую гимназию, в которой проучился последний год перед выпуском. В Керчи познакомился и подружился с А. И. Желябовым, который вовлёк Тригони в революционную деятельность.
После успешного окончания гимназии поступил на юридический факультет Новороссийского университета. После окончания университета в 1875 году занимался революционной деятельностью в Одессе.
В 1879 году уехал в Петербург, где при участии А. И. Желябова и Н. Н. Колодкевича примкнул к партии «Народная Воля», избран членом её Исполнительного комитета.
Осенью 1880 году по решению руководства «Народной воли» переехал в Одессу. Устроился присяжным поверенным при Одесском окружном суде и занимался профессиональной деятельностью.
В Одессе организовал местную группу членов «Народной воли» из числа знакомых представителей интеллигенции и передовых рабочих. Велась противоправительственная пропаганда и среди сезонных рабочих каменщиков, плотников. Появились связи и с учителями сельских школ Херсонской губернии. Часть связей с членами кружков ему передал Н. Н. Колодкевич, ранее работавший в Одессе. Он же передал связи и с членами военных кружков, в частности с М. Ю. Ашенбреннером.
В начале января 1881 года был вызван в Петербург для обсуждения вопросов, поднятых Исполнительным Комитетом; из них главным был вопрос об инсуррекции, то есть о вооружённой борьбе с самодержавием.
27 февраля 1881 года в меблированных комнатах квартиры № 12 на Невском проспекте в доме 66, где остановился Тригони, он был арестован вместе с пришедшим к нему А. И. Желябовым. Арест стал возможен после откровенных показаний осуждённого И. Ф. Окладского, который знал М. Н. Тригони и в дальнейшем во время следствия опознал его.
Привлечён к суду над 20 народовольцами (Процесс двадцати). Состоялся в Особом Присутствии Правительствующего сената 9 — 15 февраля 1882 года. Обвинялся в участии в революционной организации, а также личном участии в подготовке к террористическому акту против императора Александра II — подкопе под Малой Садовой улицей в Санкт-Петербурге и противоправительственной пропаганде среди рабочих Одессы (на основании показаний В. А. Меркулова).
Присяжному поверенному В. Д. Спасовичу, который защищал на процессе М. Н. Тригони, удалось снять обвинение в участии к подготовке террористического акта на Малой Садовой в Санкт-Петербурге, и тем самым смягчить для Тригони приговор суда. На суде Тригони признал свою принадлежность к партии «Народная воля», солидарность с программой Исполнительного комитета и революционную деятельность среди рабочих Одессы. Суд определил ему наказание в виде лишения всех прав и 20 лет каторжных работ в рудниках.
После суда был заключен в Трубецкой бастион, затем в Алексеевский равелин, где пробыл более двух лет.
В августе 1884 года из Петропавловской перевели в Шлиссельбургскую крепость, в одиночной камере находился до февраля 1902 года, затем был сослан на остров Сахалин. В ссылке занимался этнографией.
Во время русско-японской войны в июле 1905 года японские войска захватили административный центр Сахалина — пост Александровский и М. Н. Тригони был освобождён от ссылки японской военной администрацией. На пароходах через Японию и Китай вернулся в Российскую империю. Жил в Крыму с 1906 года.
Умер 5 июля 1917 года от инсульта. Похоронен на городском кладбище Балаклавы (ул. Мраморная). Могила сохранилась, надгробная плита отреставрирована в 1983 году.

## Адреса в Крыму
- В 1906—1908 гг. дом в Бельбекской долине, вблизи железнодорожной станции Бельбек (ныне Верхнесадовая).
- С 1908 года дом в Балаклаве, где жил до своей смерти (находился на месте жилого дома № 11 по улице 9 мая, снесён в 1983 году).

## Воспоминания
- Тригони М. Н. «Мой арест в 1881 г.» («Былое», 1906, № 3)

## Память
Именем Тригони названа гора на острове Сахалин (Долинский район Сахалинской области).